# 科爾維爾 (加利福尼亞州)
科爾維爾（英語：Coleville）是位於美國加利福尼亞州莫諾縣的一個人口普查指定地區。
科爾維爾位於莫諾郡北部。科爾維爾是約翰·阿比札伊德將軍的故鄉，和射擊表演者莉莉安·史密斯的出生地。科爾維爾位於美國395號公路上。郵遞區號為96107。

## 地理
科爾維爾的座標為38°33′59″N 119°30′26″W / 38.56639°N 119.50722°W，而該地最高點為海拔高度1567米（即5141英尺）。

## 人口
根據2010年美國人口普查的數據，科爾維爾的面積為35.631平方千米，均為陸地。當地共有人口495人，而人口密度為每平方千米13人。

## 外部連結
- 科爾維爾旅遊網 （页面存档备份，存于）
- 莫諾郡人口